# Estação Uralmach
Uralmach (em russo:  Уралмаш) é uma das estaçôes da linha Uralhskaia (Linha 1) do Metro de Ecaterimburgo, na Rússia. Estação «Uralmach» está localizada entre as estaçôes «Prospekt Kosmonavtov» e «Machinostroitelei».

## Ligaçôes externas
- «Metro de Ecaterimburgo, site oficial.» (em russo)